# Calciohilairite
La calciohilairite è un minerale appartenente al gruppo dell'hilairite.